# 东北粗皮蛙
东北粗皮蛙（学名：Glandirana emeljanovi）为蛙科腺蛙属的两栖动物。在中国大陆，分布于黑龙江、辽宁、吉林等地，多栖息于山区溪流水库。其生存的海拔范围为200至300米。